# Roberto Heras
Roberto Heras Hernández (Béjar, Spanyolország, 1974. február 1. –) spanyol országúti kerékpáros, a Vuelta a España négyszeres győztese (2000, 2003, 2004, 2005). 2005-ben visszavonult a versenyzéstől.

## Karrierje

### Kezdetek
Heras 1995-ben lett profi, első csapata a Kelme volt. Első győzelme profiként az 1996-os Subida al Naranco verseny megnyerése volt. Ugyanebben az évben szakaszgyőzelmet szerzett a Vueltán. 1999-ben a Volta a Catalunyán és a Girón is szerzett 1-1 szakaszgyőzelmet, a Vueltán pedig annak ellenére sikerült felállnia a dobogóra, hogy nem sikerült szakaszt nyernie. 2000-ben először sikerült a legnagyobb spanyol körversenyt megnyernie, ennek köszönhetően a US Postal csapatához szerződött.

### US Postal
2001-től a US Postal (ma Discovery) versenyzett, többek között Lance Armstrong csapattársaként. A Tourokon leginkább az amerikait segítette a hegyi szakaszokon. Legjobb eredménye a francia versenyen egy ötödik hely volt.

### Heras a Vueltán
Heras a Vuelta a España holtversenyes rekordere, Tony Romingerrel együtt mindketten háromszor nyerték meg a viadalt.
Először 1997-ben indult a versenyen, ekkor ötödik lett, egy szakaszt megnyerve. Egy évvel később hatodik, 1999-ben pedig már harmadik lett.
A Vueltán először 2000-ben tudott győzni, ekkor több, mint két és fél perccel előzte meg a második Ángel Caserót. A következő két évben a negyedik, illetve a második helyen végzett, majd 2003-ban és 2004-ben ismét győzni tudott, amellyel beállította az addigi rekorder Tony Rominger három győzelmét.
2005-ben ismét győzni tudott, a verseny során két hegyi szakaszt megnyerve. Az egyéni időfutamon kevesebb, mint egy másodperccel lemaradva a második helyen végzett, amelyre senki sem számított, Heras ugyanis addig nem villogott az időfutamokon. Negyedik győzelmével egyedül lett volna csúcstartó a Vueltán aratott győzelmeket illetően, azonban két hónappal a verseny után lebukott egy doppingellenőrzésen, így győzelmét utólag elvették, és emellett kétéves eltiltást is kapott. 2012-ben azonban a spanyol legfelsőbb bíróság visszaadta neki a címet, miután kiderült, hogy a doppingmintáit nem szabályszerűen tárolták.

## Főbb sikerei
Vuelta a España
1997 - ötödik; a 12. szakasz győztese
1998 - hatodik; a 19. szakasz győztese
1999 - harmadik
2000 -  győztes; a 7. és 20. szakasz győztese
2001 - negyedik
2002 - második; a 6. és 15. szakasz győztese
2003 -  győztes; a 20. szakasz győztese
2004 -  győztes; a 12. szakasz győztese
2005 - győztes, a verseny után kizárták
Tour de France
2000 - ötödik
2001 - tizenötödik
2002 - kilencedik
2003 - harmincnegyedik
2004 - feladta
2005 - negyvenötödik
Giro d’Italia
1999 - hatodik; a 21. szakasz győztese
Volta a Catalunya
1999 - második; a 6. szakasz győztese
2002 - győztes